# ژئوماسان
ژئوماسان (به لاتین: Geommasan) یک کوه در کره جنوبی است که در Gyeongsangbuk-do, South Korea واقع شده‌است. ژئوماسان ۱٬۰۱۷ متر بالاتر از سطح دریا واقع شده‌است.